# Innatismo
Con il termine innatismo, in filosofia, ci si riferisce a qualsiasi teoria gnoseologica che sostenga che una persona abbia delle conoscenze già al momento della nascita, ovvero che vi siano nozioni e concetti che non vengono appresi tramite l'esperienza. Per innatismo s'intende anche l'esistenza nella mente di un metodo con regole di conoscenza preesistenti ogni esperienza (ad esempio: innatismo cartesiano) . La psicologia teorizza infatti che la mente possieda per ereditarietà o per evoluzione istinti e funzioni che precedono l'esperienza.

## Storia dell'innatismo

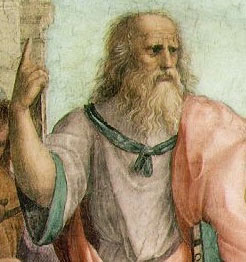
Platone raffigurato in Scuola di Atene (Raffaello, Musei Vaticani)

La teoria dell'anamnesi (o reminiscenza) di Platone può essere considerata tra i primi e più noti esempi di innatismo della filosofia occidentale. Riappropriandosi della tradizione orfica e pitagorica, Platone ne fece il perno della sua dottrina della conoscenza. L'esistenza dell'innatismo, secondo Platone, era testimoniata dal fatto che le nostre conoscenze del mondo sensibile si basano su forme e modelli matematici che non trovano riscontro in esso, ma sembrano provenire da un luogo iperuranio dove il nostro intelletto doveva averli contemplati prima di nascere.
Nel mito del carro e dell'auriga, da lui esposto nel Fedro, egli immagina che l'anima, in seguito alla morte, sia simile a una biga che cerca il più possibile di risalire al cielo iperuranio, dimora delle Idee, per assorbirne la sapienza. A causa della propria concupiscenza però, simboleggiata da un cavallo nero, l'anima è facilmente soggetta a precipitare nuovamente verso il basso, cioè a reincarnarsi. Chi è precipitato subito rinascerà come una persona ignorante o comunque lontana dalla saggezza filosofica, mentre coloro che sono riusciti a contemplare l'Iperuranio per un tempo più lungo conserveranno più facilmente il ricordo delle idee. La conoscenza dunque consiste propriamente nel ridestarsi di un sapere già presente in forma latente nella nostra anima, ma che era stato dimenticato al momento della nascita ed era perciò inconscio: conoscere significa pertanto ricordare.
Secondo Platone, il ricordo avviene in forma immediata e intuitiva, per lampi improvvisi, ma deve essere stimolato dalla percezione sensibile, la quale dunque svolge un ruolo importante, poiché offre all'intelletto lo spunto per avviare la reminiscenza. Egli descrive il concetto di innatismo soprattutto nel Menone, dove riferisce come Socrate riesca ad aiutare uno schiavo privo di cultura a comprendere il teorema di Pitagora. Platone vede in questo episodio la conferma della teoria dell'innatismo: nonostante l'ignoranza in cui si trovava, lo schiavo può ritrovare da sé i passaggi logici di quel teorema perché evidentemente erano già presenti in forma latente nella sua mente, avendoli visti nel mondo Iperuranio delle idee prima di incarnarsi. È stato sufficiente quindi attivare il processo del ricordo tramite la maieutica socratica.
Aristotele si opporrà all'innatismo platonico criticando la dottrina delle idee in favore di una rivalutazione dell'esperienza sensibile, ma nello stesso tempo egli sarà all'origine di una diversa forma d'innatismo, che consiste in capacità e attitudini umane di organizzare le conoscenze, che sarà ripresa dallo stoicismo con la teoria delle communes notiones e del consensus gentium. Su di essa Cicerone fonderà la concezione etica cosmopolitica dell'origine delle leggi.
Dopo Platone la teoria dell'innatismo sarà fatta propria sia da filosofi pagani (Plotino e i filosofi neoplatonici come Giamblico, Proclo, Damascio) che cristiani (sant'Agostino, Giovanni Scoto Eriugena, san Bonaventura, Niccolò Cusano), i quali però per giustificare la presenza nell'uomo di idee innate sostituirono alla teoria della reminiscenza quella dell'illuminazione divina.

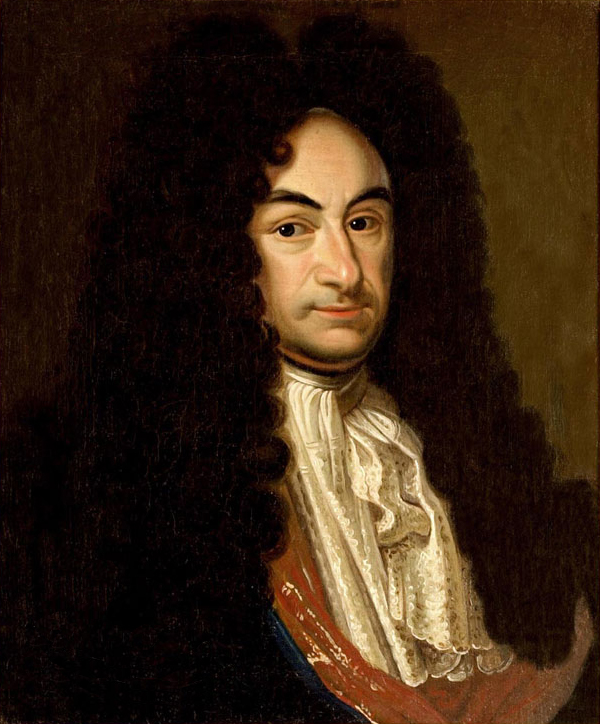
Leibniz

A favore di un certo tipo più raffinato d'innatismo si schierò anche Gottfried Wilhelm von Leibniz (1646-1716), che nei Nouveaux Essais sur l'Entendement humain, diretti contro Locke, correggeva l'adagio empirista «nihil est in intellectu quod prius non fuerit in sensu» («Nulla è nell'intelletto che non fu già nei sensi») aggiungendo «excipe: nisi intellectus ipse» («fatta eccezione per l'intelletto stesso») Questo per significare che non vi è nulla nella mente prima della nascita, e quindi dell'esperienza sensibile, se non la mente stessa, con le sue strutture e categorie, che includono vari concetti molto generali, formali, quali spazio, tempo, oggetto, ecc. Leibniz affermò che nella mente sono presenti tutte le idee, sia intelligibili che sensibili ("innatismo totale"), ma non tutte in modo cosciente, chiaro e distinto ("innatismo virtuale"). Come in un blocco di marmo, nel quale delle venature già predispongono il disegno della futura statua che sarà scolpita, così le idee presenti nella mente fin dalla nascita, a contatto con il mondo esterno vengono portate alla coscienza del soggetto (monade dominante e autocosciente).
Possono essere inclusi nell'innatismo, nello stesso senso della concezione di Leibniz, anche gli a priori di spazio e tempo e le categorie di Kant, sebbene questi fossero per lui solo dei modi di funzionamento della nostra mente, funzioni trascendentali prive di contenuto: in tal caso, come per Aristotele, si parla più propriamente di innatismo formale, nel senso che la nostra ragione possiede da sempre forme astratte di conoscenza nelle quali inserisce contenuti empirici adeguati.
Anche nell'ambito della teologia cattolica e della casistica gesuitica si è ricorsi all'argomentazione del consenso universale al fine di risolvere gli eventuali conflitti fra la libertà di coscienza e la legge, ricorrendo a quei principi morali sui quali vi sia stato un accordo di tutti.
Una difesa dell'innatismo la si ritrova nell'opera di Antonio Rosmini a proposito dell'Essere, la cui idea sarebbe presente nella mente degli uomini fin dalla nascita.
Per Herbert Spencer (1820–1903) la teoria dell'innatismo può essere accettata se la si considera come il risultato dell'opera dell'evoluzione, che renderebbe innati quei caratteri inizialmente effetto delle singole esperienze tramandate geneticamente e successivamente divenuti così patrimonio della specie.

## Avversari dell'innatismo
Tra i filosofi che si sono schierati contro forme di innatismo si conta John Locke, che anticipando uno dei temi fondamentali dell'Illuminismo  sosteneva che la mente umana alla nascita fosse una tabula rasa, su cui solo l'esperienza scriverebbe le varie conoscenze e nozioni.
Locke si domandava come mai ai suoi tempi questa concezione dell'innatismo fosse ancora così diffusa, rispondendo che il fine degli innatisti sarebbe stato quello di sottrarre alcuni principi alla verifica continua dell'esperienza al fine di presentarsi come tutori interessati di verità assolute:
Radicalizzando la posizione di Locke, David Hume incitava a «buttare nel fuoco» qualunque scritto filosofico che presumesse di basarsi su un sapere innato; e riconoscendo come valido soltanto ciò che venga appreso dall'esperienza, finì per distruggere quei concetti da lui ritenuti arbitrari di causalità, oggettività, universalità, sostanza. Kant, pur riconoscendosi debitore nei suoi confronti per averlo svegliato dal «sonno dogmatico» della metafisica, vide in tal modo messi in pericolo i fondamenti stessi della scienza, e pertanto ripristinò, tramite la sua rivoluzione copernicana, il principio dell'oggettività dentro quello della soggettività, seppure su un piano formale che però di lì a poco, con l'idealismo, sarebbe divenuto anche sostanziale.

## L'innatismo oggi
Recentemente le analisi linguistiche della scuola di Noam Chomsky hanno teorizzato l'esistenza di strutture grammaticali innate, cioè presenti nel cervello già alla nascita (e.g. nell'area di Broca), senza le quali i bambini non potrebbero sviluppare una competenza linguistica. Secondo Chomsky gli stimoli presenti nell'ambiente non sarebbero sufficienti affinché il bambino sia in grado – in assenza peraltro di un addestramento diretto – di dedurre la complessa organizzazione di una lingua, dato che essa non è manifesta nelle strutture superficiali di un enunciato. Di conseguenza deve esistere un dispositivo mentale astratto in grado di guidarne l'apprendimento (teoria della grammatica universale).
L'innatismo continua ad essere riproposto oggi nell'ambito dell'antropologia a proposito dello studio di Claude Lévi-Strauss delle strutture dei tabù e dei miti.
Concezioni psicologiche innatiste, che giudicano di primaria importanza gli elementi ereditari nella comprensione dell'origine e della struttura dei comportamenti umani, sono presenti nella teoria degli istinti specifici di William McDougall, nella tipologia di William Herbert Sheldon e nell'etologia di Konrad Lorenz.
Più recentemente, in psicologia dello sviluppo si parla di innatismo modulare, assumendo l'idea di base che la mente sia costituita da insiemi più o meno connessi di strutture o moduli innati, incapsulati, specializzati e selezionati dall'evoluzione per eseguire funzioni particolari.